# Stuart Jenks
Stuart Jenks (* 1948 in Los Angeles) ist ein deutsch-amerikanischer Historiker.  

## Leben
Der aus Kalifornien stammende Stuart Jenks studierte Germanistik und Kirchengeschichte an der Yale University. Dort wurde er 1976 promoviert mit einer Doktorarbeit über die Pest im 14. Jahrhundert. Von 1976 bis 1981 war Jenks wissenschaftlicher Assistent am Friedrich-Meinecke-Institut. Seine Habilitation erfolgte 1985 an der Freien Universität Berlin mit einer Arbeit über die Handelsbeziehungen und Diplomatie von 1377 bis 1474 zwischen England, der Hanse und Preußen. Jenks lehrte von 1985 bis zu seiner Emeritierung als Professor für mittelalterliche Geschichte an der Universität Erlangen-Nürnberg. 
Jenks ist Mitglied von Bündnis 90/Die Grünen im Kreisverband Fürth.

## Forschungsschwerpunkte
Zu seinen Interessens- und Forschungsschwerpunkten gehören die Geschichte der Hanse, der deutsch-englischen Beziehungen im Spätmittelalter und die Wirtschaftsgeschichte des Spätmittelalters. Jenks stellte bei der Untersuchung des städtebündischen Urkundenmaterials fest, dass amicitia die zentrale Wertvorstellung in den Beziehungen der Mitglieder der Hanse untereinander und damit die eigentliche Grundlage ihres miteinander gepflegten friedlichen Umgangs gewesen sei. Außerdem ist er ein Pionier im Bereich Neue Medien und Geschichtswissenschaft.

## Schriften (Auswahl)
Monographien
- Banken und Finanzkrisen (= Handel, Geld und Politik vom frühen Mittelalter bis heute. Band 11). Schmidt-Römhild, Lübeck 2012, ISBN 978-3-7950-4512-8.
- mit Paul Tiedemann: Internet für Historiker. Eine praxisorientierte Einführung. 2., überarbeitete und erweiterte Auflage. Wissenschaftliche Buchgesellschaft, Darmstadt 2000, ISBN 3-89678-191-X.
- England, die Hanse und Preußen. Handel und Diplomatie 1377–1474 (= Quellen und Darstellungen zur hansischen Geschichte. N.F., Band 38). Böhlau, Köln u. a. 1985, ISBN 3-412-00990-3.

Herausgeberschaften
- mit Stephanie Marra: Internet-Handbuch Geschichte (= UTB für Wissenschaft. Band 2255). Böhlau, Köln u. a. 2001, ISBN 3-412-12100-2.
- mit Michael North: Der hansische Sonderweg? Beiträge zur Sozial- und Wirtschaftsgeschichte der Hanse (= Quellen und Darstellungen zur hansischen Geschichte. N.F., Band 39). Böhlau, Köln u. a. 1993, ISBN 3-412-11492-8.